# Paobius berkeleyensis
Paobius berkeleyensis är en mångfotingart som först beskrevs av Karl Wilhelm Verhoeff 1937.  Paobius berkeleyensis ingår i släktet Paobius och familjen stenkrypare. Inga underarter finns listade i Catalogue of Life.